# Эпсилон Центавра
Эпсилон Центавра (ε Cen / ε Centauri) – переменная звезда в созвездии Центавра. Эпсилон Центавра удалена от Земли на расстояние приблизительно 380 световых лет. Звезда имеет историческое название Аль Бирдхаун, Бирдун. Предлагаемый перевод с арабского: вьючная лошадь.
Эпсилон Центавра классифицируется как бело-голубой гигант спектрального класса B. Звезда также имеет переменность типа β Цефея и её видимая звёздная величина меняется от +2.29m до +2.31m с периодом 4.07 часа. Рядом с ней на расстоянии 39 угловых секунд существует карлик спектрального класса K6, но пока неизвестно, является ли она компаньоном или просто оптически двойной. Если он является компаньоном, то он лежит на расстоянии 4500 а. е. и вращается с периодом не менее, чем 89,000 лет.